# Bertin Mwamba
Bertin Mwamba ou Mwamba Maleba Banze Kabombo (nascido em 25 de setembro de 1932) é um político congolês que serviu como terceiro presidente da Câmara dos Deputados da República Democrática do Congo.

## Biografia
Bertin Mwamba nasceu no dia 25 de setembro de 1932 em Songa, Congo Belga  em uma família luba. Ele recebeu três anos de educação secundária na Ecole des Moniteurs. Ele trabalhou como professor de 1953 até 1957, quando se tornou contabilista, ocupando este último cargo até 1960. Mwamba participou na parte económica da Conferência Mesa Redonda Belgo-Congolesa em Bruxelas, de abril a maio de 1960.
Mwamba foi eleito para a Câmara dos Deputados em 1960, representando o distrito eleitoral de Alto Lomami na província de Catanga. Ele era um membro da Confederação das Associações Tribais de Catanga, mas tinha diferenças políticas com o líder do partido Moïse Tshombe. Assim, apesar de Catanga ter-se separado, Mwamba retornou ao seu lugar no Parlamento em agosto de 1961. Em março de 1962, ele foi candidato da oposição parlamentar a presidente da Câmara. Ele perdeu a votação na Câmara, de 51 a 59. Em novembro ele conseguiu o cargo e o manteve até março de 1963. Em abril, após o término da secessão catanguense, o primeiro-ministro Cyrille Adoula reorganizou o seu governo e nomeou Mwamba Vice-Ministro dos Negócios Estrangeiros. Ele foi reeleito para a Câmara em 1965. Em novembro do mesmo ano, Joseph-Désiré Mobutu tomou o poder através de um golpe. Mwamba foi nomeado Ministro dos Correios, Telégrafos e Telecomunicações, e ocupou o cargo até uma reforma ministerial em 18 de dezembro de 1966. Em 18 de janeiro de 1967, foi preso sob a acusação de apropriação indevida de US $ 570.000 de lucros do governo.
Mwamba mais tarde se envolveu no comércio e na agricultura. Em 1982 foi eleito comissário Haut-Lomami para o Conselho Legislativo com 19.814 votos. Foi membro da Comissão Política, Administrativa e Judiciária da Subcomissão de Justiça e trabalhou no grupo parlamentar para questões ambientais.

## Citações
1. 1 2 3 4 5  Mulumba & Makombo 1986, p. 373.
2. 1 2 3  Artigue 1961, p. 246.
3. ↑  «Adoula Shuffles Congo Cabinet In Bid to Win Broader Support»
4. ↑  «About to Meet Tshombe Today»
5. ↑  Mwanyimi-Mbomba 1985, p. 81.
6. ↑  Epstein 1965, p. 150.
7. ↑  Africa Research Bulletin 1967, p. 702.